# Aplidium mediterraneum
Aplidium mediterraneum is een zakpijpensoort uit de familie van de Polyclinidae. De wetenschappelijke naam van de soort is voor het eerst geldig gepubliceerd in 1909 door Hartmeyer.